# Doranges
 (octobre 2017).
Doranges est une commune française située dans le département du Puy-de-Dôme, en région Auvergne-Rhône-Alpes.

## Géographie

### Localisation

#### Lieux-dits et écarts
Les Bachats, le Bénardin, le Boucheron, le Bourg, les Brugerettes, Champmort, Chard, les Coins, Combris, Coupanges, Coust, la Croix de Chard, les Croix, Fersanges, le Garnasson, le Grenouillet, la Guelle, l'Hôpital, Losbardet, Losfeneyrol, Losfouroux, Montmorand, le Moulin de Chard, le Moulin de Piers, le Moulin du Vernet, Nerneuf, Pierre, la Rivaleyre, les Sagnes, Saussac, Scis, le Vernet, le Viallaret, les Plaines.
| Fayet-Ronaye                 | Saint-Bonnet-le-Bourg | Novacelles             |
| Saint-Vert Haute-Loire       | Doranges              | Saint-Sauveur-la-Sagne |
| Laval-sur-Doulon Haute-Loire | Saint-Alyre-d'Arlanc  |                        |

### Climat
Pour des articles plus généraux, voir Climat d'Auvergne-Rhône-Alpes et Climat du Puy-de-Dôme.
En 2010, le climat de la commune est de type climat des marges montargnardes, selon une étude du Centre national de la recherche scientifique s'appuyant sur une série de données couvrant la période 1971-2000. En 2020, Météo-France publie une typologie des climats de la France métropolitaine dans laquelle la commune est exposée à un climat de montagne ou de marges de montagne et est dans la région climatique  Nord-est du Massif Central, caractérisée par une pluviométrie annuelle de 800 à 1 200 mm, bien répartie dans l’année.
Pour la période 1971-2000, la température annuelle moyenne est de 8,2 °C, avec une amplitude thermique annuelle de 15,8 °C. Le cumul annuel moyen de précipitations est de 886 mm, avec 10 jours de précipitations en janvier et 7,9 jours en juillet. Pour la période 1991-2020, la température moyenne annuelle observée sur la station météorologique de Météo-France la plus proche, « Saint-Germain-L Herm », sur la commune de Saint-Germain-l'Herm à 8 km à vol d'oiseau, est de 8,0 °C et le cumul annuel moyen de précipitations est de 1 067,3 mm,. Pour l'avenir, les paramètres climatiques de la commune estimés pour 2050 selon différents scénarios d'émission de gaz à effet de serre sont consultables sur un site dédié publié par Météo-France en novembre 2022.

## Urbanisme

### Typologie
Au 1er janvier 2024, Doranges est catégorisée commune rurale à habitat très dispersé, selon la nouvelle grille communale de densité à sept niveaux définie par l'Insee en 2022.
Elle est située hors unité urbaine et hors attraction des villes,.

### Occupation des sols
L'occupation des sols de la commune, telle qu'elle ressort de la base de données européenne d’occupation biophysique des sols Corine Land Cover (CLC), est marquée par l'importance des forêts et milieux semi-naturels (71,1 % en 2018), en diminution par rapport à 1990 (72,1 %). La répartition détaillée en 2018 est la suivante : 
forêts (71,1 %), prairies (23,4 %), zones agricoles hétérogènes (5,5 %). L'évolution de l’occupation des sols de la commune et de ses infrastructures peut être observée sur les différentes représentations cartographiques du territoire : la carte de Cassini (XVIIIe siècle), la carte d'état-major (1820-1866) et les cartes ou photos aériennes de l'IGN pour la période actuelle (1950 à aujourd'hui).

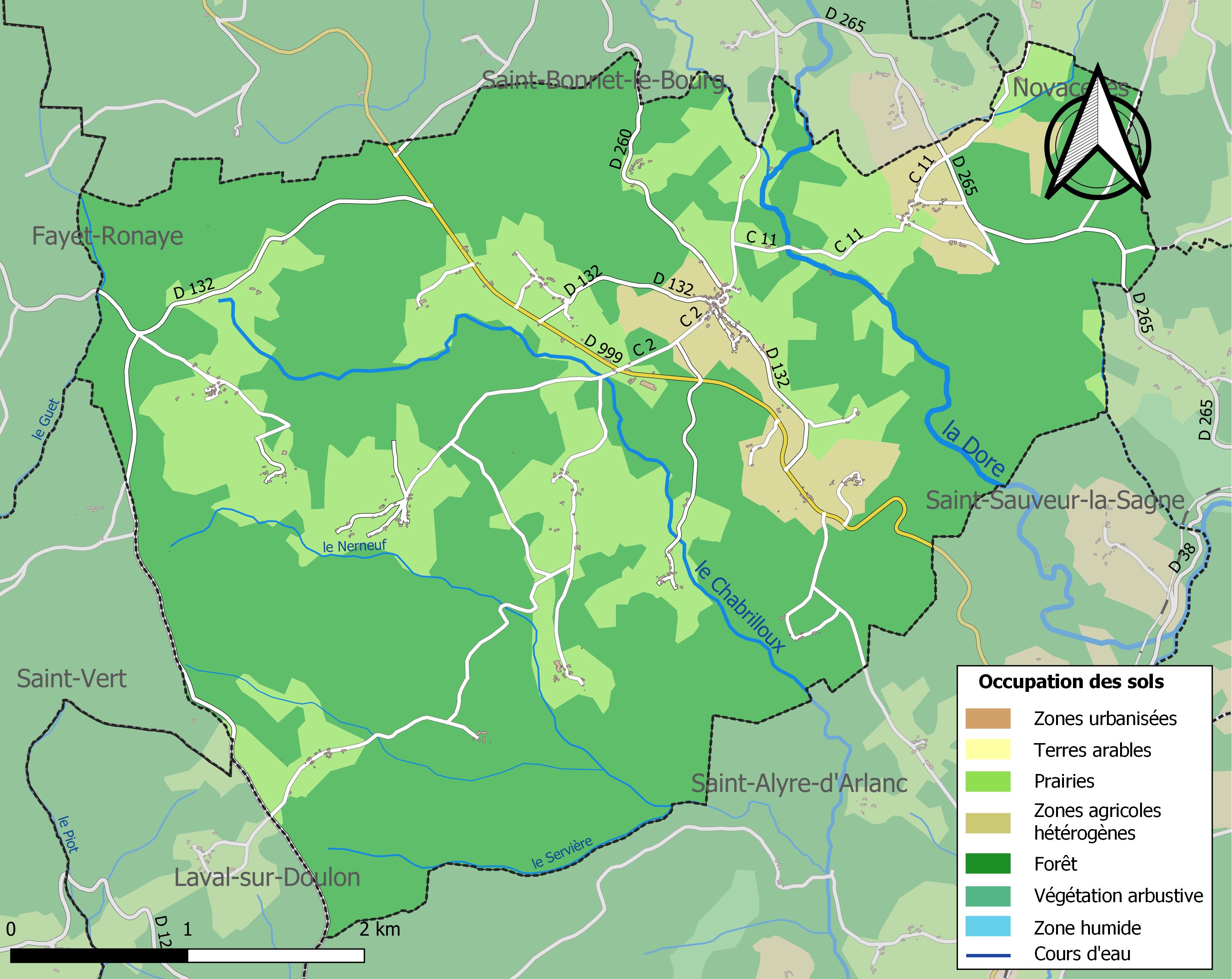
Carte des infrastructures et de l'occupation des sols de la commune en 2018 (CLC).

## Histoire

### Étymologie
La Dore, à l’est de la commune, la traverse de part en part du nord au sud. C’est un gros ruisseau qui, pour ses habitants, ne porte ce nom que depuis la moitié du XIXe siècle. C’était alors le ruisseau d’Aubiange, où elle prend sa source, ou de Chard, le plus gros hameau de la commune, à proximité. On n’est pas sûr qu’elle ait donné son nom au village. On trouve celui-ci orthographié Dauranghes (1352) ou Daurangias (1392) dans des textes anciens. Cette orthographe suggère qu’un gallo-romain du nom de Daurus (patronyme gallo-romain que l’on retrouve localement sous la forme Daurat) a pu être le fondateur d’une exploitation agricole sur les lieux, le suffixe bas-latin « –anica », (qui évolua en « –anges ») signifiant « domaine de », et donnant son nom à Doranges.

### Christianisation
De même, il n’est pas sûr que ce sont les moines bénédictins de La Chaise-Dieu qui ont christianisé les lieux et établi une paroisse. Il semblerait qu’une communauté chrétienne ait occupé le site de Doranges dès l’époque carolingienne (VIIe – Xe siècles) bien avant que Saint-Robert et ses moines aient commencé à défricher les hauteurs de la Chaise-Dieu (1043) pour y implanter un monastère. Si le saint-patron de la paroisse est Saint-Barthélémy – on ne connaît pas l’origine de cette dédicace – l’église elle-même est dédiée à saint Julien, saint martyr dont la légende situe le tombeau dans la basilique de Brioude. Il est possible que l’évangélisation de la partie du Haut Livradois où se trouve Doranges ait été l’œuvre de missionnaires brivadois.

### Église
La Chaise-Dieu reçut d’un évêque d’Auvergne la paroisse de Doranges (1067), y installa deux moines et édifia l’église romane actuelle (XIIe siècle) sur le site ancien. Comme bien des monuments ruraux, elle est caractérisée par son style rustique, ses chapiteaux à faible relief, ses modillons historiés.
Au XVe siècle, l’ajout de chapelles latérales permit d’y accueillir les défunts des deux familles dorangeoises vassales de la seigneurie : Scis et le Boucheron, dont les demeures étaient situées respectivement à l’ouest et à l’est de la paroisse. Au milieu du XVIe siècle, après le concile de Trente, celle-ci fut confiée à un prêtre séculier à la nomination de La Chaise-Dieu. La quasi-totalité de l’actuelle commune appartenait aux seigneurs d’Issandolanges. Il y eut les Montboissier, puis les Bonlieu de Montpentier et quelques autres. Leur châtellenie avait cette particularité de consister en deux parties séparées par les terres de Novacelles.

### Personnages clés
Doranges eut pour desservants des prêtres qui marquèrent la vie communale, comme le curé Bayard qui régna en maître pendant trente-cinq ans sur le quotidien de sa paroisse (+1787) ou son successeur, Frétisse, prêtre constitutionnel et secrétaire de la jeune mairie. De même, Jean de La Roque, seigneur du Boucheron, aristocrate et ardent partisan du nouveau régime, fut maire, puis secrétaire de la commune. Fidèle aux origines plébéienne de sa mère, une Vernet, il fut successivement De La Roque, La Roque puis Laroque, harcelé par les révolutionnaires ambertois, unanimement soutenu par la population de sa commune et des communes avoisinantes.

### Activité
La paroisse au XVIIIe siècle, la commune ensuite jusqu’au XXe siècle, connut des difficultés dues aux accidents climatiques, aux bouleversements sociaux et à une démographie galopante qui finit par vider le pays d’habitants qui le quittèrent pour y échapper. Une tradition ancienne faisait émigrer les hommes qui devenaient terrassiers, scieurs de long. Sur place, ils pratiquaient ces métiers ainsi que tous ceux que leur fournissaient les circonstances : on eut des tailleurs de pierre avec la construction du chemin de fer, des échalassiers lorsqu’on replanta la vigne dans la plaine après le phylloxéra. Doranges, au plus haut de sa population, comptait 1336 habitants en 1846. Il en reste 154 en 2014. Il y eut, au fil du temps, 15 moulins hydrauliques dans la commune, alimentés quelquefois par de tout petits ruisseaux. Réhabilité, le Moulin de Piers est encore à même d’offrir de la farine à ses visiteurs.

## Politique et administration
| Période                                  | Période                    | Identité            | Étiquette | Qualité     |
| ---------------------------------------- | -------------------------- | ------------------- | --------- | ----------- |
| Les données manquantes sont à compléter. |                            |                     |           |             |
| mars 1989                                | mars 2006                  | Jean-Marc Thiallier | PCF       |             |
| mars 2006                                | mars 2008                  | René Savinel        |           |             |
| mars 2008                                | En cours (au 12 août 2020) | Bernard Pastel,     |           | Agriculteur |

## Population et société

### Démographie
L'évolution du nombre d'habitants est connue à travers les recensements de la population effectués dans la commune depuis 1793. Pour les communes de moins de 10 000 habitants, une enquête de recensement portant sur toute la population est réalisée tous les cinq ans, les populations de référence des années intermédiaires étant quant à elles estimées par interpolation ou extrapolation. Pour la commune, le premier recensement exhaustif entrant dans le cadre du nouveau dispositif a été réalisé en 2004.

En 2022, la commune comptait 172 habitants, en évolution de +14,67 % par rapport à 2016 (Puy-de-Dôme : +2,1 %, France hors Mayotte : +2,11 %).
| 1793 | 1800 | 1806  | 1821 | 1831  | 1836  | 1841  | 1846  | 1851  |
| ---- | ---- | ----- | ---- | ----- | ----- | ----- | ----- | ----- |
| 853  | 911  | 1 042 | 989  | 1 125 | 1 147 | 1 048 | 1 336 | 1 254 |

| 1856  | 1861  | 1866  | 1872  | 1876  | 1881  | 1886  | 1891  | 1896 |
| ----- | ----- | ----- | ----- | ----- | ----- | ----- | ----- | ---- |
| 1 300 | 1 293 | 1 275 | 1 246 | 1 199 | 1 203 | 1 124 | 1 052 | 974  |

| 1901 | 1906 | 1911 | 1921 | 1926 | 1931 | 1936 | 1946 | 1954 |
| ---- | ---- | ---- | ---- | ---- | ---- | ---- | ---- | ---- |
| 945  | 884  | 824  | 712  | 605  | 550  | 552  | 501  | 455  |

| 1962 | 1968 | 1975 | 1982 | 1990 | 1999 | 2004 | 2006 | 2009 |
| ---- | ---- | ---- | ---- | ---- | ---- | ---- | ---- | ---- |
| 369  | 303  | 231  | 201  | 194  | 164  | 152  | 153  | 149  |

| 2014 | 2019 | 2022 | - | - | - | - | - | - |
| ---- | ---- | ---- | - | - | - | - | - | - |
| 154  | 175  | 172  | - | - | - | - | - | - |

## Culture locale et patrimoine

### Lieux et monuments

#### Patrimoine religieux
- Église paroissiale Saint-Barthélemy, supposée du XIIe siècle (remaniée aux XIXe et XXe siècles). Répertoriée par les Monuments historiques, mais non protégée. Saint Barthélémy est le saint-patron de la paroisse et non de l'église, comme on le croit généralement. Celle-ci est dédiée à saint Julien, ce qui confirmerait l'hypothèse selon laquelle la paroisse a été fondée par les religieux de Brioude avant la fondation du monastère de La Chaise-Dieu en 1043[20].
- Croix de chemin sur l'un des itinéraires du chef-lieu à la D 999

#### Patrimoine civil
- Fontaine sculptée dans le bourg, construite en 1881. Répertoriée par les Monuments historiques, mais non protégée.
- Ancien moulin hydraulique réhabilité au lieu-dit Moulin de Piers, site d'un moulin depuis le XVIe siècle.

### Patrimoine naturel
- La commune de Doranges est adhérente du parc naturel régional Livradois-Forez.

### Personnalités liées à la commune
- Paul Naulin (1921-1993), philosophe, professeur à l'université Blaise-Pascal de Clermont-Ferrand, spécialiste de Jean Nabert et traducteur de Fichte, avait une maison au village de Combris, où il aimait à se retirer.

## Archives
- Registres paroissiaux et d'état civil : à partir de 1569 (mairie et archives départementales) - Lacunes aux XVIe, XVIIe et XVIIIe siècles.
- Dépouillements généalogiques :
  - Baptêmes, mariages et sépultures, de 1748 à 1792.
- Délibérations municipales.